# Kazimierz Albin Dobrowolski

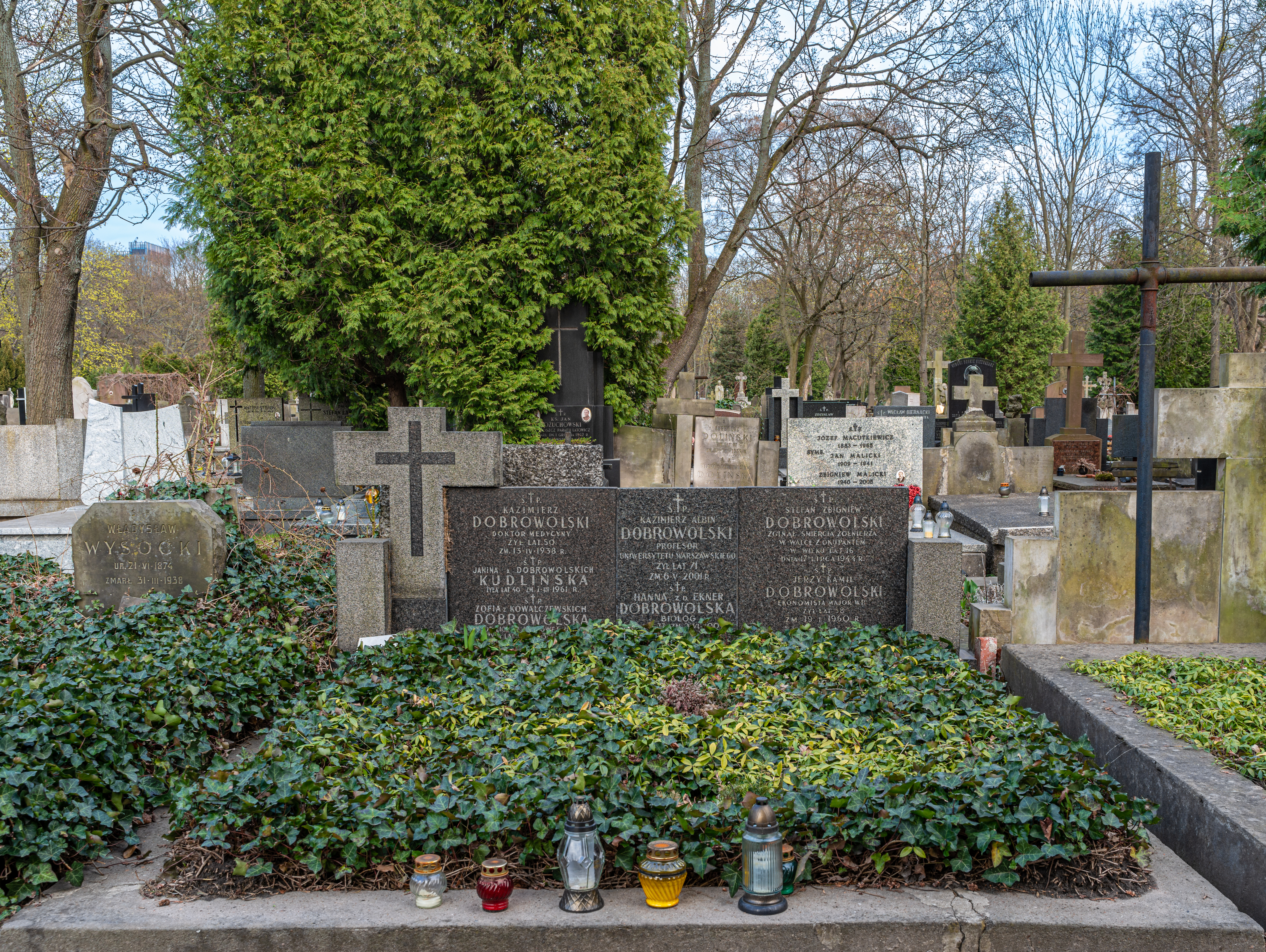
Grób Kazimierza Albina Dobrowolskiego na cmentarzu Powązkowskim w Warszawie

Kazimierz Albin Dobrowolski (ur. 26 stycznia 1931 w Warszawie, zm. 6 maja 2002) – polski biolog, profesor nauk biologicznych, rektor Uniwersytetu Warszawskiego (1982–1985).

## Życiorys
W 1949 roku ukończył VI Liceum Ogólnokształcące im. Tadeusza Reytana w Warszawie i rozpoczął studia biologiczne na Uniwersytecie Warszawskim. Od 1955 pracownik naukowy UW. W 1963 uzyskał tamże stopień doktora, a w 1969 habilitację. Po habilitowaniu się został kierownikiem Zakładu Zoologii Kręgowców UW, przekształconego następnie w Zakład Ekologii. Od 1976 profesor nadzwyczajny, od 1989 tytularny. Jego zainteresowania obejmowały m.in. ekologię ptaków wodnych i struktury ekosystemów. Wypromował doktoraty m.in. Michała Kozakiewicza i Krzysztofa Dmowskiego.
W 1978 został dziekanem wydziału. W latach 1978–1981 prorektor, a od 1982 do 1985 rektor Uniwersytetu Warszawskiego (w roku 1984 nowym rektorem UW został wybrany Klemens Szaniawski, którego kandydatury nie zatwierdziły władze). W 1985 został przewodniczącym Komisji Ochrony Zwierząt w Państwowej Radzie Ochrony Przyrody. Członek komitetów naukowych Polskiej Akademii Nauk. Od 1988 do 1996 dyrektor Instytutu Ekologii PAN.
Reprezentował Polskę m.in. w Szczycie Ziemi w Rio de Janeiro w 1992. W okresie od 1 kwietnia 1996 do 18 listopada 1997 pozostawał podsekretarzem stanu w Ministerstwie Ochrony Środowiska, Zasobów Naturalnych i Leśnictwa.
Kazimierz Albin Dobrowolski został pochowany na cmentarzu Powązkowskim w Warszawie (kwatera 118-6-6/7).